# Saint-Vivien, Charente-Maritime

Saint-Vivien este o comună în departamentul Charente-Maritime, Franța. În 1 ianuarie 2022 avea o populație de 1.411 de locuitori.